# Katowice Open
Katowice Open byl profesionální tenisový turnaj žen hraný v Katovicích, hlavním městem Slezského vojvodství. V době konání, mezi lety 2013–2016, představoval jediný turnaj v nejvyšší úrovni profesionálního tenisu na polském území, v rámci mužského ATP World Tour či ženského WTA Tour. 
Turnaj založený v roce 2013 se řadil do kategorie WTA International Tournaments. 

## Pozadí turnaje
Katowice Open v kalendáři WTA Tour nahradil Danish Open, hraný ve Farumu u Kodaně
Turnaj probíhal v katovické aréně Spodek na krytých dvorcích. První ročník BNP Paribas Katowice Open se odehrál na antuce, kterou následně pořadatelé nahradili standardním halovým krytem, tvrdým povrchem. Konal se v jarním dubnovém termínu.  Do soutěže dvouhry nastupovalo třicet dva tenistek a čtyřhry se účastnilo šestnáct párů. Rozpočet činil 250 000 dolarů.
Agentura SOS Music, která akci zajišťovala, získala práva na pořádání události do roku 2018. Televizní práva na přenosy zápasů vlastnila Polská televize. K ukončení došlo v roce 2016. V kalendáři okruhu 2017 jej nahradil švýcarský turnaj Ladies Open Biel Bienne.

## Přehled finále

### Dvouhra
| Rok  | vítězka                   | finalistka       | výsledek           |
| ---- | ------------------------- | ---------------- | ------------------ |
| 2013 | Roberta Vinciová          | Petra Kvitová    | 7–6(7–2), 6–1      |
| 2014 | Alizé Cornetová           | Camila Giorgiová | 7–6(7–3), 5–7, 7–5 |
| 2015 | Anna Karolína Schmiedlová | Camila Giorgiová | 6–4, 6–3           |
| 2016 | Dominika Cibulková        | Camila Giorgiová | 6–4, 6–0           |

### Čtyřhra
| Rok  | vítězky                                      | finalistky                                | výsledek         |
| ---- | -------------------------------------------- | ----------------------------------------- | ---------------- |
| 2013 | Lara Arruabarrenová Lourdes Domínguez Linová | Raluca Olaruová Valerija Solovjovová      | 6–4, 7–5         |
| 2014 | Julia Bejgelzimerová Olga Savčuková          | Klára Koukalová Monica Niculescuová       | 6–4, 5–7, [10–7] |
| 2015 | Ysaline Bonaventureová Demi Schuursová       | Gioia Barbieriová Karin Knappová          | 7–5, 4–6, [10–6] |
| 2016 | Eri Hozumiová Miju Katová                    | Valentyna Ivachněnková Marina Melnikovová | 3–6, 7–5, [10–8] |

## Galerie

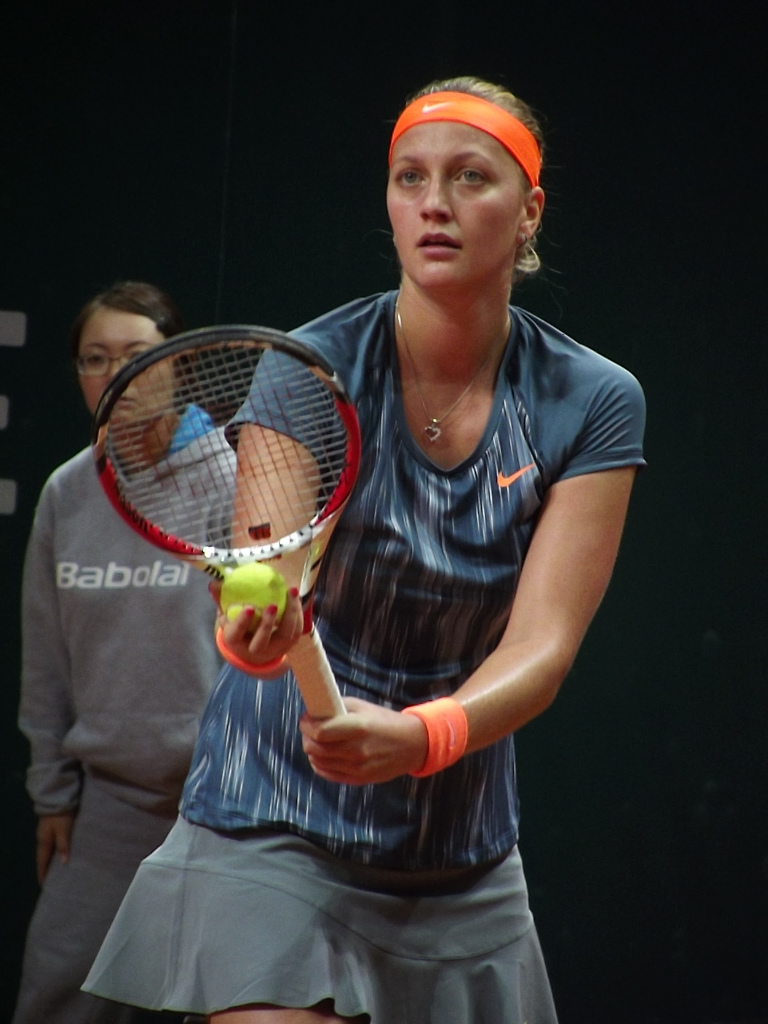
Petra Kvitová
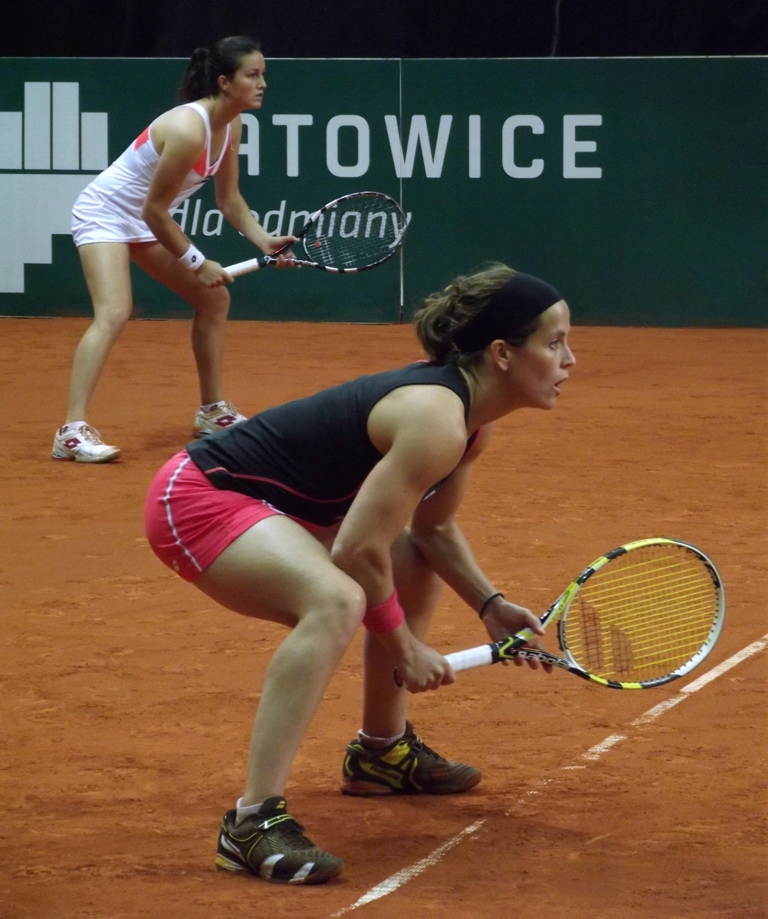
Domínguez Linová s Arruabarrenovou
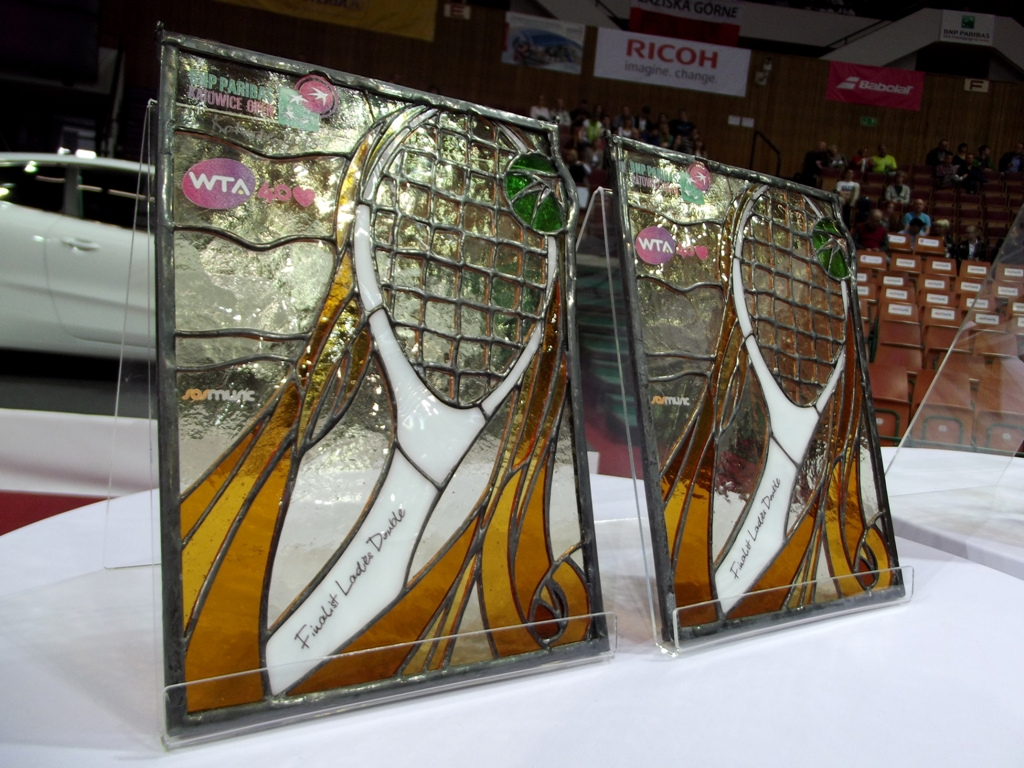
Trofeje pro vítězky
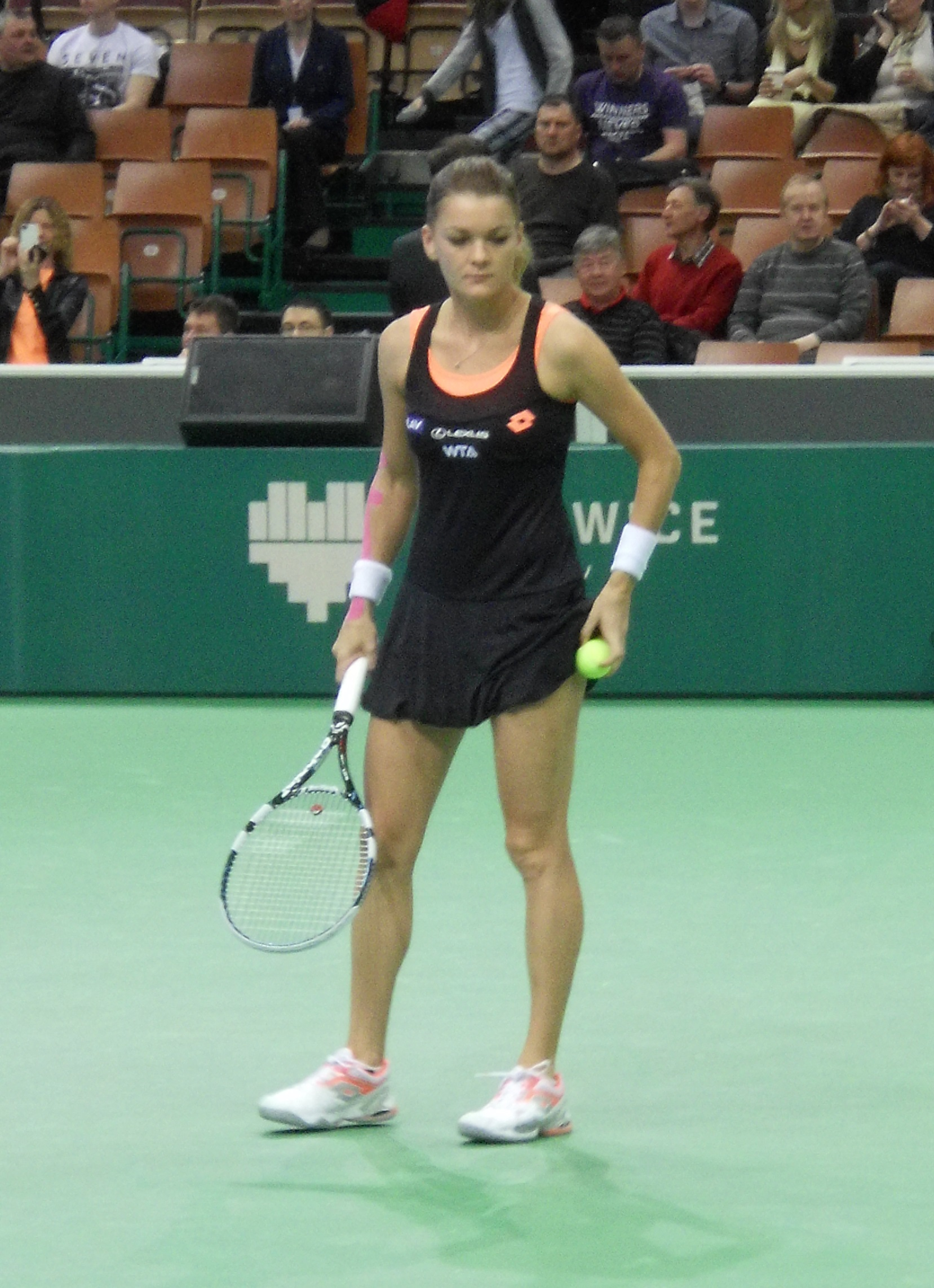
Agnieszka Radwańská